# Nyugati marxizmus
A nyugati marxizmus a marxista elmélet azon áramlata, amely Nyugat- és Közép-Európából az 1917-es oroszországi októberi forradalom és a leninizmus utóhatásaként jött létre. A kifejezés olyan teoretikusok laza gyűjteményét jelöli, akik a korai marxizmusnak a klasszikus és ortodox marxizmustól, valamint a Szovjetunió marxizmus-leninizmusától eltérő értelmezésén dolgoztak.
A nyugati marxizmus filozófusait kevésbé foglalkoztatták a korábbi marxista irányzatok gazdasági elemzései, és helyette nagyobb hangsúlyt fektettek a kapitalista társadalom kulturális irányzatainak tanulmányozására. Mindez a marxizmus filozófiaibb és szubjektívebb aspektusait alkalmazva, valamint a kultúra és a történelmi fejlődés vizsgálatába a nem-marxista megközelítéseket is bevonva történt. A nyugati marxizmust követőknek fontos témája volt Karl Marx elmélkedéseinek eredete Georg Wilhelm Friedrich Hegel filozófiájában, valamint Marx korai és humanisztikusabb műveinek felépülése, amit a „Fiatal Marx”-nak neveztek. A nyugati marxizmus evolúciójának kiemelkedő alakjai a közép-európai Lukács György, Karl Korsch és Lucien Goldmann; Antonio Gramsci olasz; a frankfurti iskolát alkotó német teoretikusok, különösen Max Horkheimer, Theodor Adorno, Herbert Marcuse és Jürgen Habermas; valamint a francia Henri Lefebvre, Jean-Paul Sartre és Maurice Merleau-Ponty.
A nyugati marxizmust elsősorban a szocialista forradalom kudarca formálta a nyugati világban. A nyugati marxisták kevésbé foglalkoztak a marxizmus tényleges politikai vagy gazdasági gyakorlatával, sokkal inkább a filozófiai értelmezésével, különösen a kulturális és történelmi tanulmányokkal kapcsolatban. A kapitalista társadalom vitathatatlan sikerének magyarázata érdekében szükségesnek érezték a nem-marxista megközelítések és a polgári kultúra minden aspektusának feltárását és megértését.

## Fordítás
Ez a szócikk részben vagy egészben  a   Western Marxism című angol Wikipédia-szócikk ezen változatának fordításán alapul.  Az eredeti cikk szerkesztőit annak laptörténete sorolja fel. Ez a jelzés csupán a megfogalmazás eredetét és a szerzői jogokat jelzi, nem szolgál a cikkben szereplő információk forrásmegjelöléseként.